# Wenn nicht ein Wunder geschieht
Wenn nicht ein Wunder geschieht ist ein 1999 produziertes Filmdrama des Regisseurs Michael Pressman mit Laura Dern und Carla Gugino in den Hauptrollen.

## Handlung
Berry Thompson, die Mutter zweier Kinder, ist drogenabhängig. Sie geht aufgrund der Überdosis ins Krankenhaus. Berrys Schwester Emilie übernimmt die Obhut über die Kinder.
Ein Gericht ordnet an, dass Emilie die Kinder abgeben soll. Sie und die Kinder fliehen kurz vor Weihnachten in die Kleinstadt Bethlehem, wo sie unter der falschen Identität leben. Sie werden dort glücklich.
Der Polizist Nathan Bishop misstraut Emilie, stellt jedoch fest, dass sie auf keiner Fahndungsliste steht. Später findet er die Frau attraktiv.
Eines Tages wird die richtige Identität der Flüchtlinge entdeckt.